# Salisbury Center
Salisbury Center est une census-designated place du comté de Herkimer, dans l'État de New York, aux États-Unis. En 2020, elle compte une population de 323 habitants.